# Ana Neda da Sérvia
Ana Neda (em búlgaro:  Ана-Неда [a]) foi uma imperatriz-consorte da Bulgária por um breve período entre 1323 e 1324, casada com o déspota de Vidin Miguel Sismanes, que foi eleito imperador em 1323. Ela era filha do rei da Sérvia Estêvão Milutino com a princesa Ana Terter, filha de Jorge Terter I da Bulgária.
Em 1324, Miguel divorciou-se de Ana Neda para se casar com Teodora Paleóloga, uma princesa bizantina. Ana Neda e os filhos foram expulsos de Tarnovo e foram morar nas terras da família. Em 1330, Miguel morreu e foi sucedido pelo filho mais velho de Ana Neda, João Estêvão. Ana Neda serviu como regente no período.

## Família
Do casamento com Miguel, ela teve três filhos:
- João Estêvão, imperador da Bulgária entre 1330 e 1331.
- Miguel, déspota de Vidin por um breve período.[1]
- Sismanes.